# تبيض الحدقة

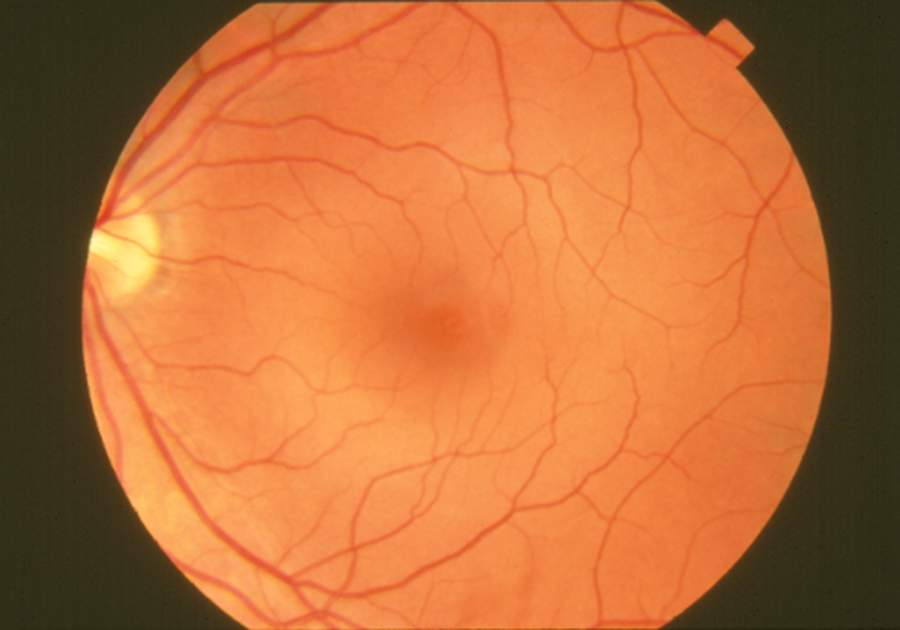
قاع العين في شخص طبيعي.

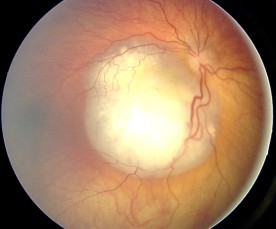
قاع عين شخص به ورم أرومة الشبكية.

تبيّض الحدقة أو ابيضاض الحدقة (بالإنجليزية: Leukocoria أو leukokoria)‏ أو المنعكس الحدقي الأبيض (بالإنجليزية: white pupillary reflex)‏،  هو انعكاس أبيض غير طبيعي من شبكية العين. إبيضاض الحدقة يشبه بريق العين، ولكن الفارق أن مرض إبيضاض الحدقة يمكن أن يحدث في البشر والحيوانات الأخرى التي تفتقر إلى حدوث بريق العين لأن شبكية أعينهم ليس بها طبقة «البساط الشفاف».
إبيضاض الحدقة هو علامة طبية تدل على عدد من الحالات، ومنها «داءُ كُوتس» (بالإنجليزية: Coats' disease)‏، «الساد الخلقي» (بالإنجليزية: Congenital cataract)‏، تندّب القرنية، الورم الميلانيني الخبيث للجسم الهدبي،  مرض نوري، داء السهميات في العين، الغلالة الوعائية للعدسة المستديمة (PFV/PHPV)، ورم أرومة الشبكية، واعتلال الشبكية عند الأطفال الخدج.
ونظراً لأن طبيعة ورم أرومة الشبكية مهددة للحياة كونها سرطانية، فإنه عادة ما يُراعى هذا في تقييم حالات تبيّض الحدقة. في بعض الحالات النادرة، حوالي (1%) من إبيضاض الحدقة يكون سببه «داءُ كُوتس» (تسرب في الأوعية الشبكية).

## التشخيص
في الصور المُلتقطة باستخدام الفلاش، فإن مرضي إبيضاض الحدقة بدلا من أن يظهر لديهم في الصور تأثير العين الحمراء المألوف، يمكن أن يظهر انعكاس بريق أبيض مشرق في العين المصابة. 
قد يظهر تبيّض الحدقة أيضا في الضوء المنخفض غير المباشر، على غرار بريق العين. لاحظ الكيميائي «برايان شاو» (Bryan Shaw) هذه الحقيقة فقام باخترع تطبيق يُسمى «كرادل» (ومعناه: مهد أو سرير الطفل) (CRADLE) للكشف عن ظهور العين البيضاء صور الأطفال.
يمكن الكشف عن تبيّض الحدقة بواسطة فحص العين الروتيني (انظر تنظير قاع العين). 
ولأغراض الفرز، يتم استخدام اختبار «الانعكاس الأحمر». في هذا الاختبار، عند إشراق الضوء لفترة وجيزة خلال الحدقة، يكون الانعكاس البرتقالي/الأحمر انعكاساً طبيعياً، بينما الانعكاس الأبيض يكون انعكاس تبيّض الحدقة.
|  |  |

## تصوير وسائل الاعلام
- السفاح الخيالي المعروف باسم «ذا كوليكتور (المُجمِّع)»، العدو الرئيسي في فيلمي: ذا كوليكتور (فيلم 2009) وذا كولكشن (فيلم 2012)، يعاني من حالة إبيضاض الحدقة في كلتا العينين.